# Petter Rudi
Petter Rudi, né le 17 septembre 1973 à Molde (Norvège), est un footballeur norvégien, qui évoluait au poste de Milieu de terrain au Molde FK et en équipe de Norvège.
Rudi a marqué trois buts lors de ses quarante-six sélections avec l'équipe de Norvège entre 1995 et 2006. 

## Carrière
- 1991-1996 : Molde FK
- 1996 : KAA La Gantoise
- 1996-1997 : Pérouse Calcio
- 1997 : Molde FK
- 1997-2000 : Sheffield Wednesday
- 2000-2001 : Molde FK
- 2001-2002 : KSC Lokeren
- 2002-2003 : KFC Germinal Beerschot
- 2003-2004 : FK Austria Vienne
- 2004-2006 : Molde FK
- 2006-2007 : KAA La Gantoise

## Palmarès

### En équipe nationale
- 46 sélections et 3 buts avec l'équipe de Norvège entre 1995 et 2006.